# Popis spomenika kulture u Sjevernobačkom okrugu
Popis spomenika kulture u Sjevernobačkom okrugu

## Popis
| ID      | Spomenik                                                           | Adresa                                                                   | Općina                        | Datiranje                | Fotografija |
| ------- | ------------------------------------------------------------------ | ------------------------------------------------------------------------ | ----------------------------- | ------------------------ | ----------- |
| SK 1035 | Sinagoga u Subotici                                                | Trg Jakaba i Komora 4 46°06′05″N 19°39′41″E / 46.10147°N 19.661363°E     | Subotica                      | 1902                     |             |
| SK 1036 | Gradska kuća u Subotici                                            | Trg Slobode 1 46°06′00″N 19°39′54″E / 46.099885°N 19.664925°E            | Subotica                      | 1908-1912                |             |
| SK 1091 | dvorac Zako                                                        | 45°46′34″N 19°35′01″E / 45.776219°N 19.583622°E                          | Bačka Topola (Bajša)          | 1818                     |             |
| SK 1126 | pravoslavna crkva sv. Dimitrija u Šandoru                          | Beogradski put 46°04′21″N 19°40′47″E / 46.072516°N 19.679656°E           | Subotica (Šandor)             |                          |             |
| SK 1215 | Franjevačka crkva sv. Mihovila u Subotici                          | Trg cara Ivana Nenada 13 46°06′05″N 19°39′52″E / 46.101351°N 19.664346°E | Subotica                      | sredina 18. st.          |             |
| SK 1216 | katedrala bazilika sv. Terezije Avilske u Subotici                 | Trg žrtava fašizma 19 46°05′55″N 19°39′33″E / 46.098628°N 19.659142°E    | Subotica                      | 1773-1797                |             |
| SK 1217 | kapela sv. Roke u Subotici                                         | Matka Vukovića bb                                                        | Subotica                      | 1738                     |             |
| SK 1218 | palača Raichl u Subotici                                           | 46°06′05″N 19°40′08″E / 46.101458°N 19.668836°E                          | Subotica                      | 1904                     |             |
| SK 1219 | zgrada Gradske knjižnice u Subotici ‎                               | Cara Dušana 2 46°05′58″N 19°40′00″E / 46.099543°N 19.666577°E            | Subotica                      | 1895-1896                |             |
| SK 1220 | zgrada Narodnog kazališta u Subotici                               | Ive Vojnovića 2 46°06′00″N 19°39′58″E / 46.100138°N 19.665987°E          | Subotica                      | 1854                     |             |
| SK 1221 | zgrada Trošarine u Subotici                                        | JNA bb                                                                   | Subotica                      |                          |             |
| SK 1223 | Manojlović palača u Subotici                                       | Korzo 8 46°06′02″N 19°40′05″E / 46.100595°N 19.668042°E                  | Subotica                      | 1881                     |             |
| SK 1224 | kuća Đorđa (Đure) Manojlovića                                      | Korzo 12 46°06′03″N 19°40′09″E / 46.100726°N 19.669046°E                 | Subotica                      | 1881                     |             |
| SK 1225 | Ostojić palača u Subotici                                          | Trg republike 46 46°06′02″N 19°39′49″E / 46.100421°N 19.663638°E         | Subotica                      | 1848                     |             |
| SK 1226 | Žuta kuća u Subotici                                               | Strossmayerova 11 46°05′53″N 19°39′56″E / 46.098059°N 19.66543°E         | Subotica                      | 1860-1883                |             |
| SK 1227 | grobnica Ferenca Gaála                                             | Bajsko groblje                                                           | Subotica                      | 1906                     |             |
| SK 1228 | grobnica Istvána Iványija                                          | Bajsko groblje                                                           | Subotica                      | prva trećina 20. st.     |             |
| SK 1239 | katolička crkva Uznesenja BDM u Bajši                              | 45°46′36″N 19°35′06″E / 45.77672°N 19.584963°E                           | Bačka Topola (Bajša)          | 1760-1770                |             |
| SK 1240 | pravoslavna crkva sv. Dimitrija u Bajši                            | 45°46′36″N 19°35′06″E / 45.77672°N 19.584963°E                           | Bačka Topola (Bajša)          | 1818                     |             |
| SK 1455 | seoska kuća s okućnicom u Bačkoj Topoli                            |                                                                          | Bačka Topola                  | 1843                     |             |
| SK 1533 | Vodice posvećene Bogorodici                                        |                                                                          | Subotica (Aleksandrovo)       |                          |             |
| SK 1534 | željeznička postaja Palić                                          | 46°06′12″N 19°45′39″E / 46.103322°N 19.760841°E                          | Subotica (Palić)              |                          |             |
| SK 1535 | velika terasa u Paliću                                             | 46°05′54″N 19°45′31″E / 46.098449°N 19.758729°E                          | Subotica (Palić)              |                          |             |
| SK 1536 | glazbeni paviljon u Paliću                                         | 46°05′54″N 19°45′31″E / 46.098345°N 19.758593°E                          | Subotica (Palić)              |                          |             |
| SK 1537 | vodotoranj u Paliću                                                |                                                                          | Subotica (Palić)              |                          |             |
| SK 1538 | spomen-česma u Paliću                                              |                                                                          | Subotica (Palić)              |                          |             |
| SK 1539 | kapela Ostojić u Subotici                                          |                                                                          | Subotica                      |                          |             |
| SK 1540 | Kuća Krnajski na Kelebiji                                          |                                                                          | Subotica (Kelebija)           |                          |             |
| SK 1541 | vila Konen u Paliću                                                |                                                                          | Subotica (Palić)              |                          |             |
| SK 1782 | Trinaest bunara na Kelebiji                                        | Ištvana Kizura                                                           | Subotica (Kelebija)           |                          |             |
| SK 1783 | zgrada banke u Subotici                                            | Trg Republike 2 46°06′02″N 19°39′54″E / 46.10051°N 19.664974°E           | Subotica                      | 1912.                    |             |
| SK 1784 | Vojnić palača u Subotici                                           | Korzo 1 46°06′02″N 19°39′59″E / 46.100428°N 19.666251°E                  | Subotica                      | kraj 19. st.             |             |
| SK 1785 | zgrada Adolfa Halbrohra u Subotici                                 | Korzo 10 46°06′02″N 19°40′06″E / 46.100644°N 19.668391°E                 | Subotica                      | početak 20. st.          |             |
| SK 1786 | Dominus kuća u Subotici                                            | Korzo 11 46°06′02″N 19°40′05″E / 46.100629°N 19.668021°E                 | Subotica                      | kraj 19. st.             |             |
| SK 1787 | Prokesch palača u Subotici                                         | Korzo 15 46°06′03″N 19°40′08″E / 46.100759°N 19.669003°E                 | Subotica                      | 1877.                    |             |
| SK 1788 | zgrada hotela Jagnje u Subotici                                    | Korzo 3 46°06′02″N 19°40′00″E / 46.100465°N 19.666599°E                  | Subotica                      | 1857.                    |             |
| SK 1789 | zgrada banke Putnik u Subotici                                     | Korzo 4 46°06′02″N 19°40′02″E / 46.100432°N 19.667088°E                  | Subotica                      | 1908.                    |             |
| SK 1790 | zgrada SDK u Subotici                                              | Korzo 5 46°06′02″N 19°40′00″E / 46.100495°N 19.666793°E                  | Subotica                      | kraj 19. st.             |             |
| SK 1791 | kuća Dimitrijević u Subotici                                       | Korzo 6 46°06′02″N 19°40′04″E / 46.100502°N 19.66771°E                   | Subotica                      | 1881.                    |             |
| SK 1792 | zgrada Blizanci u Subotici                                         | Korzo 7 46°06′02″N 19°40′02″E / 46.100555°N 19.667324°E                  | Subotica                      | 1912.                    |             |
| SK 1793 | kuća Halbrohr u Subotici                                           | Korzo 9 46°06′02″N 19°40′04″E / 46.100584°N 19.667688°E                  | Subotica                      | 1897.                    |             |
| SK 1794 | zgrada u Braće Radića 74 u Subotici                                | Braće Radića 74 46°05′37″N 19°40′12″E / 46.093617°N 19.669958°E          | Subotica                      | 1902.                    |             |
| SK 1795 | zgrada u Branislava Nušića 2 u Subotici                            | Branislava Nušića 2 46°06′00″N 19°40′05″E / 46.100023°N 19.668123°E      | Subotica                      | 1913.                    |             |
| SK 1798 | Zgrada u Frankopanskoj 2 u Subotici                                | Frankopanska 2                                                           | Subotica                      |                          |             |
| SK 1799 | zgrada gimnazije Svetozar Marković u Subotici                      | Šandor Petefi 1 46°06′02″N 19°39′37″E / 46.100439°N 19.660275°E          | Subotica                      | 1895.                    |             |
| SK 1800 | zgrada Politehničke srednje škole 18. novembar u Subotici          | Maksima Gorkog 38 46°05′47″N 19°39′42″E / 46.096269°N 19.661749°E        | Subotica                      | 1910. – 1912.            |             |
| SK 1801 | Željeznička postaja Naumovićevo                                    |                                                                          | Subotica (Naumovićevo)        |                          |             |
| SK 1804 | Zgrada u Maksima Gorkog 53 u Subotici                              | Maksima Gorkog 53 46°05′44″N 19°39′42″E / 46.0956°N 19.661552°E          | Subotica                      |                          |             |
| SK 1805 | zgrada Židovske općine u Subotici                                  | Dimitrija Tucovića 13 46°06′06″N 19°39′44″E / 46.101756°N 19.662313°E    | Subotica                      | 1900. – 1904.            |             |
| SK 1806 | židovsko groblje u Subotici                                        | Majevička bb 46°06′28″N 19°38′21″E / 46.107696°N 19.639171°E             | Subotica                      |                          |             |
| SK 1807 | interijer lokala Papilon u Subotici                                | Dimitrija Tucovića 11 46°06′06″N 19°39′45″E / 46.101581°N 19.662431°E    | Subotica                      |                          |             |
| SK 1809 | Milinović kapela u Subotici                                        | Grabovačka bb                                                            | Subotica                      |                          |             |
| SK 1810 | kapela na Katoličkom groblju u Pačiru                              |                                                                          | Bačka Topola (Pačir)          |                          |             |
| SK 1812 | kapela Radić u Subotici                                            | Grabovačka bb 46°06′40″N 19°39′21″E / 46.111062°N 19.655778°E            | Subotica                      |                          |             |
| SK 1816 | Kapele na Bajskom groblju u Subotici                               | Bajsko groblje                                                           | Subotica                      |                          |             |
| SK 1817 | kaštel Pála Kraya                                                  | Maršala Tita 60 45°48′57″N 19°37′46″E / 45.815745°N 19.629306°E          | Bačka Topola                  |                          |             |
| SK 1818 | Kolarsko-kovačka radionica u Bačkoj Topoli                         | Omladinska 31 45°49′07″N 19°38′05″E / 45.818706°N 19.634689°E            | Bačka Topola                  |                          |             |
| SK 1819 | palača Leović u Subotici                                           | Park Raichle 11 46°06′01″N 19°40′15″E / 46.100376°N 19.670768°E          | Subotica                      | 1893.                    |             |
| SK 1820 | zgrada u Lenjinovom parku 13 u Subotici                            | Park Raichle 13 46°06′04″N 19°40′13″E / 46.101098°N 19.670258°E          | Subotica                      | 1898.                    |             |
| SK 1821 | palača gradonačelnika Lazara Mamužića                              | Park Raichle 7 46°06′04″N 19°40′13″E / 46.101098°N 19.670258°E           | Subotica                      | 1891. – 1892.            |             |
| SK 1823 | kalvinistička crkva u Staroj Moravici                              | 45°52′11″N 19°27′57″E / 45.869588°N 19.465775°E                          | Bačka Topola (Stara Moravica) |                          |             |
| SK 1825 | zgrada u Maksima Gorkog 21 u Subotici                              | Maksima Gorkog 21 46°05′53″N 19°39′59″E / 46.097966°N 19.666444°E        | Subotica                      |                          |             |
| SK 1826 | Zgrada Galerije Vinko Perčić u Subotici                            | Maksima Gorkog 22 46°05′51″N 19°39′53″E / 46.097404°N 19.664722°E        | Subotica                      | 1894.                    |             |
| SK 1829 | Mlin Smolenski u Subotici                                          | Ivana Milutinovića 120 46°05′00″N 19°40′23″E / 46.083332°N 19.672946°E   | Subotica                      |                          |             |
| SK 1831 | kuća Luke Sučića u Subotici                                        | Tgr cara Ivana Nenada 11 46°06′06″N 19°39′55″E / 46.101767°N 19.665225°E | Subotica                      | Première sredina 18. st. |             |
| SK 1832 | Bâtiment de l'école de mécanique et de génie électrique à Subotica |                                                                          | Subotica                      |                          |             |
| SK 1835 | kalvinistička crkva u Pačiru                                       | Maršala Tita 6 45°53′53″N 19°26′21″E / 45.897998°N 19.439276°E           | Bačka Topola (Pačir)          |                          |             |
| SK 1836 | rodna kuća Aksentija Marodića                                      | Vatroslava Lisinskog 6 46°06′21″N 19°40′04″E / 46.105706°N 19.667774°E   | Subotica                      |                          |             |
| SK 1839 | Salaš na Verušiću                                                  | Verušić 77                                                               | Subotica                      |                          |             |
| SK 1840 | Salaš Orluškov                                                     | Donji Tavankut 168                                                       | Subotica (Tavankut)           |                          |             |
| SK 1841 | salaš na Nosi                                                      | Nosa 667                                                                 | Subotica (Hajdukovo)          |                          |             |
| SK 1842 | Spomenik Sv. Trojstvo u Bajmaku                                    | Trg Maršala Tita 45°58′01″N 19°25′27″E / 45.966842°N 19.424202°E         | Bajmak                        |                          |             |
| SK 1846 | pravoslavna crkva Vaznesenja Gospodnjeg u Subotici                 | Matije Korvina 23 46°06′13″N 19°39′58″E / 46.103586°N 19.665977°E        | Subotica                      | 1723-1726                |             |
| SK 1847 | zgrada na Trgu republike 8 u Subotici                              | Trg republike 8 46°06′00″N 19°39′49″E / 46.100071°N 19.663595°E          | Subotica                      | 19. st.                  |             |
| SK 1848 | staja u Bačkom Dušanovu                                            |                                                                          | Subotica (Bačko Dušanovo)     |                          |             |
| SK 1849 | zgrada u Strossmayerovoj 8 u Subotici                              | Strossmayerova 8 46°05′56″N 19°39′51″E / 46.099007°N 19.66411°E          | Subotica                      | 1827                     |             |
| SK 1850 | zgrada na Trgu Ivana Nenada 7 u Subotici                           | Trg cara Ivana Nenada 7 46°06′03″N 19°39′51″E / 46.100874°N 19.6641°E    | Subotica                      | oko 1870.                |             |
| SK 1851 | zgrada na Trgu Ivana Nenada 9 u Subotici                           | Trg cara Ivana Nenada 9 46°06′04″N 19°39′52″E / 46.101049°N 19.664464°E  | Subotica                      | 1890-ih                  |             |
| SK 1852 | zgrada na Trgu Ivana Nenada 10 u Subotici                          | Trg cara Ivana Nenada 10 46°06′07″N 19°39′58″E / 46.101927°N 19.66602°E  | Subotica                      |                          |             |
| SK 2081 | Zgrada Gradskog muzeja u Subotici                                  | Trg Sinagoge 3 46°06′06″N 19°39′40″E / 46.101801°N 19.661138°E           | Subotica                      |                          |             |
| SK 2082 | Crkva Uznesenja Blažene Djevice Marije u Bikovu                    |                                                                          | Subotica (Bikovo)             |                          |             |

## Vanjske poveznice
- Službeni list Grada Subotice na hrvatskom[neaktivna poveznica] Pojedinačno zaštićeni spomenici kulture kojie se nalaze unutar granica plana
- Međuopćinski zavod za zaštitu spomenika kulture Subotica  Arhivirana inačica izvorne stranice od 5. ožujka 2016. (Wayback Machine)
- (srpski) (xls) Popis spomenika kulture u Srbiji prema identifikatoru (SK)  Arhivirana inačica izvorne stranice od 23. travnja 2012. (Wayback Machine)
- (srpski) Kulturna dobra  Arhivirana inačica izvorne stranice od 19. ožujka 2012. (Wayback Machine)
- (srpski) (engl.) Popis spomenika kulture u Srbiji